# Champion Allison
Champion Allison (Houston, 5 novembre 1998) è un velocista statunitense.

## Biografia
Nel 2022 ha vinto la medaglia d'oro ai Mondiali di Eugene nella staffetta 4×400 m.

## Palmarès
| Anno | Manifestazione | Sede      | Evento      | Risultato | Prestazione | Note                          |
| ---- | -------------- | --------- | ----------- | --------- | ----------- | ----------------------------- |
| 2016 | Mondiali U20   | Bydgoszcz | 4×400 m     | Oro       | 3'02'39"    | Miglior prestazione personale |
| 2022 | Mondiali       | Eugene    | 400 m piani | 4º        | 44"77       |                               |
| 2022 | Mondiali       | Eugene    | 4×400 m     | Oro       | 2'56"17     | Miglior prestazione personale |
| 2024 | World Relays   | Nassau    | 4×400 m     | Batteria  | dq          |                               |